# Christopher Fry
Christopher Fry (Brístol, 18 de diciembre de 1907 – Chichester, 30 de junio de 2005) fue un poeta y dramaturgo británico, conocido por sus dramas en verso como The Lady's Not for Burning, que lo convirtieron en una de las figuras de la escena teatral más importantes de las décadas de 1940 y 1950. Fue el último escritor en lengua inglesa que triunfó escribiendo en verso.

## Biografía y obra
Fry nació como Arthur Hammond Harris en Bristol, hijo del constructor Charles John Harris y de su esposa Emma Marguerite Fry Hammond Harris. Siendo joven adoptó el apellido de su madre porque creía que estaba relacionado, de manera incierta, con la reformadora decimonónica del sistema penal Elizabeth Fry, perteneciente a los cuáqueros, una sociedad religiosa a la que Christopher acabó perteneciendo. Estudió en la Bedford Modern School y luego comenzó a trabajar como maestro de escuela. En la década de 1920 inició una duradera amistad con el escritor Robert Gittings.
En 1936 contrajo matrimonio con Phyllis Marjorie Hart, con quien tuvo un hijo, Tam. Comenzó a escribir obras teatrales siendo muy joven y en 1938 obtuvo su primer éxito cuando un vicario de Sussex le pidió que escribiera una obra teatral para la iglesia. La obra se tituló The Boy With A Cart y atrajo la atención de T. S. Eliot, que se convirtió en su amigo y mentor. En 1939 publicó The Tower y ese mismo año se convirtió en director de la Oxford Playhouse. 
Como pacifista, fue objetor de conciencia durante la Segunda Guerra Mundial y sirvió en el Cuerpo de No Combatientes, en el seno del cual una de sus tareas fue limpiar las alcantarillas de Londres. Tras la guerra escribió una comedia, A Phoenix Too Frequent, en 1946. En 1948 completó The Firstborn, sobre la historia de Moisés, y ese mismo año Thor, With Angels, obra de encargo para el Canterbury Festival. 
Fue entonces cuando Alec Clunes, gestor del Arts Theatre de Londres, le pidió escribir una obra. Esta fue The Lady's Not for Burning, que se representó en Broadway en 1950 y marcó un resurgimiento de la popularidad del drama poético. En 1950 creó composiciones como Ring Round the Moon y Venus Observed, en 1951 A Sleep Of Prisoners, en 1954 The Dark is Light Enough, en 1955 The Lark y Tiger At The Gates, en 1960 Duel of Angels y en 1962 Judith. 

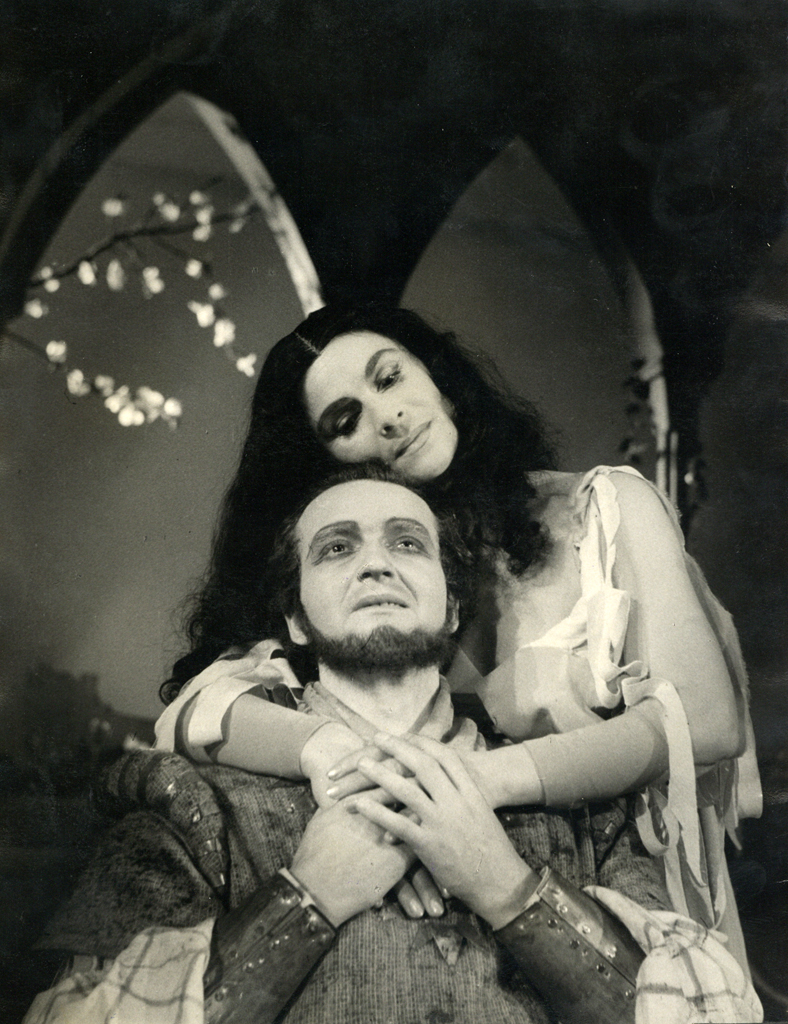
Christopher Fry, La dama no arderá, Teatro Municipal de Liubliana

En 1959 redactó uno de los guiones de la película Ben-Hur, obra maestra dirigida por William Wyler y ganadora de 11 premios Óscar, aunque su nombre no aparece en los créditos, del mismo modo que tampoco los de otro libretista del filme, Gore Vidal, pues el guion fue acreditado a Karl Tunberg. Para televisión escribió los guiones de las películas The Canary (1950), The Tenant of Wildfell Hall (1968), The Brontës of Haworth (1973), The Best of Enemies (1976), Sister Dora (1977) y Star Over Bethlehem (1981).
Sin embargo, el estilo poético de los dramas de Fry comenzó a pasar de moda con la llegada a escena del grupo de escritores conocidos como Angry Young Men (Jóvenes iracundos). Por ello, Fry comenzó a centrarse en la traducción de obras como Peer Gynt de Henrik Ibsen o Cyrano de Bergerac de Edmond Rostand para el Festival de Teatro de Chichester. En 1986 escribió One Thing More y en 2000 apareció su última obra de teatro, A Ringing Of Bells. 
En sus últimos años el dramaturgo vivió en East Dean, pequeña localidad del condado de Sussex Occidental, al sur de Inglaterra, donde murió por causas naturales en 2005, a los 97 años. En recuerdo de sus éxitos como dramaturgo, la Bedford Modern School en la que había estudiado en su infancia le puso su nombre a una sala.

## Obra seleccionada
- She Shall Have Music (1934), con Monte Crick y F. Eyton.
- Open Door (1936)
- The Boy With a Cart (1938)
- Robert of Sicily: Opera for Children (1938), música de Michael Tippett
- Seven at a Stroke: A Play for Children (1939), música de Michael Tippett
- The Tower (1939)
- Thursday's Child (1939), música de Martin Shaw
- A Phoenix Too Frequent (1946)
- The Firstborn (1946)
- The Lady's Not for Burning (1948)
- Thor, With Angels (1948)
- Venus Observed (1950)
- Ring Round the Moon (1950), adaptada de L'Invitation au Château de Jean Anouilh
- A Winter's Tale (1951) música de Fry con arreglos de Leslie Bridgewater
- A Sleep of Prisoners (1951)
- The Dark is Light Enough (1954)
- The Lark (1955), adaptada de la obra Jean Anouilh.
- Tiger At The Gates (1956), adaptada de Jean Giraudoux
- Crown of the Year (1958), música de Michael Tippett
- Duel of Angels (1958), adaptada de Pour Lucrèce de Jean Giraudoux
- Curtmantle (1961)
- Judith (1962), adaptada de Jean Giraudoux
- The Boy and the Magic (1964), adaptada de Colette
- Peer Gynt (1970), basada en traducción de la obra de Ibsen por Johan Fillinger.
- A Yard of Sun (1970)
- Cyrano de Bergerac (1975), adaptada de Edmond Rostand
- Can You Find Me: A Family History (1979)
- One Thing More (or Caedmon Construed) (1986)
- A Ringing of Bells (2001)